# Demografia Finlandii
| Statystyki demograficzne (2006)                                   | Statystyki demograficzne (2006) |
| ----------------------------------------------------------------- | ------------------------------- |
|                                                                   |                                 |
| Zmiana liczby ludności Finlandii w latach 1961–2003 (w tysiącach) |                                 |
| Liczba ludności                                                   | 5 231 372                       |
| Ludność według wieku                                              |                                 |
| 0 – 14 lat                                                        | 17,1%                           |
| 15 – 64 lat                                                       | 66,7%                           |
| ponad 64 lata                                                     | 16,2%                           |
| Wiek (mediana)                                                    |                                 |
| W całej populacji                                                 | 41,3 lat                        |
| Mężczyzn                                                          | 39,7 lat                        |
| Kobiet                                                            | 42,8 lat                        |
| Przyrost naturalny                                                | 0,59‰                           |
| Współczynnik urodzeń                                              | 10,45 urodzin/1000 mieszkańców  |
| Współczynnik zgonów                                               | 9,86 zgonów/1000 mieszkańców    |
| Współczynnik migracji                                             | 0,84 migrantów/1000 mieszkańców |
| Ludność według płci                                               |                                 |
| przy narodzeniu                                                   | 1,04 mężczyzn/kobietę           |
| poniżej 15 lat                                                    | 1,04 mężczyzn/kobietę           |
| 15 – 64 lat                                                       | 1,02 mężczyzn/kobietę           |
| powyżej 64 lat                                                    | 0,66 mężczyzn/kobietę           |
| Umieralność noworodków                                            |                                 |
| W całej populacji                                                 | 3,55 śmiertelnych/1000 żywych   |
| płci męskiej                                                      | 3,86 śmiertelnych/1000 żywych   |
| płci żeńskiej                                                     | 3,22 śmiertelnych/1000 żywych   |
| Oczekiwana długość życia                                          |                                 |
| W całej populacji                                                 | 78,5 lat                        |
| Mężczyzn                                                          | 74,99 lat                       |
| Kobiet                                                            | 82,17 lat                       |
| Rozrodczość                                                       | 1,73 urodzin/kobietę            |

Religie:
Luteranie 84,2%
Języki:
fiński, szwedzki (oba urzędowe)
Zobacz też: Finlandia